# صوفي كندي
صوفي كندي هي قرية في مقاطعة خوي، إيران. يقدر عدد سكانها بـ 117 نسمة بحسب إحصاء 2016.